# Lufttransport

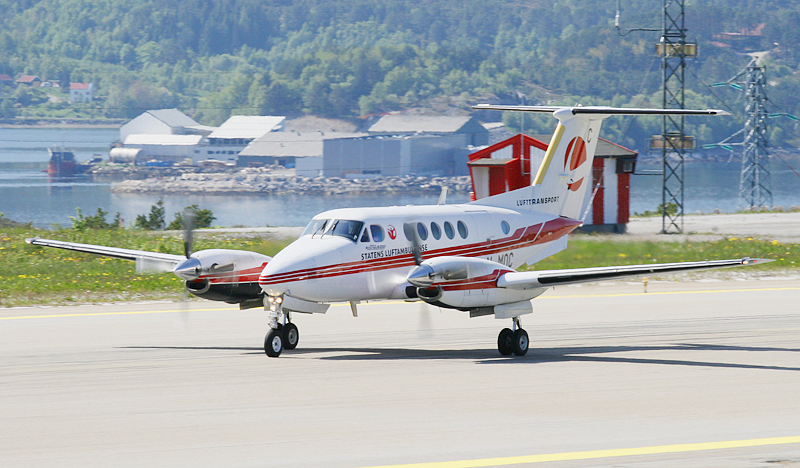

Lufttransport (повітряний транспорт -норв.; читається «Люфттранспорт) — невелика норвезька авіакомпанія, яка є найбільшим оператором повітряної швидкої допомоги в країнах Північної Європи. Люфттранспорт спеціалізується на наданні послуг повітряної швидкої допомоги, проведенні рятувальних операцій, берегової охорони, доставку лоцманів на великотоннажні судна заходять в територіальні води Норвегії. Компанія здійснює також перевезення пасажирів і вантажів по території архіпелагу Шпіцберген.
Авіакомпанія «Lufttransport» має літаки Beech King Air B200 екстрених служб, постійно розташовані в таких аеропортах:
- Кіркенес
- Альта
- Буде
- Бреннейсунн
- Осло
- Тромсе
- Олесунн

а також вертольоти AgustaWestland AW139 екстрених служб, постійно розташовані в наступних госпіталях:
- Госпіталь міста Бреннейсунн
- Госпіталь міста Олесунн
- Північно-Норвезький Університетський Госпіталь Тромсе

Літаки Dornier Do 228 використовуються для польотів на архіпелазі Шпіцберген за маршрутами Лонгйір — Ню-Олесунн і Лонгйір — Свеагрува і берегової охорони.
2 вертольоти Eurocopter AS332 Super Puma на архіпелазі Шпіцберген з 1 березня 2014 року для забезпечення роботи екстрених служб.